# Vollstandiges Pflanzensystem
Vollstandiges Pflanzensystem (abreviado Vollst. Pflanzensyst.) fue una revista ilustrada con descripciones botánicas que fue editada en Alemania conjuntamente por Gottlieb Friedrich Christmann y Georg Wolfgang Franz Panzer. Se publicaron 14 números en los años 1777-1788, con el nombre de Des Ritters Carl von Linné Königlich Schwedischen Leibartzes ec. ec., Vollstandiges Pflanzensystem. Nach der Dreizehntenen Lateinishcen Ausgabe und nach Anleitung des Holländischen Houttuynischen Werks übersetzt und mit Einer Ausführlichen Erklarung Ausgefertiget. Nürnberg